# Novara Calcio
Novara Calcio  talijanski je nogometni klub iz Novare, Italija. Klub je osnovan 1908. godine. Novara trenutno nastupa u trećoj talijanskoj ligi, Serie C.

## Povijest
U prosincu 1908. godine osnovan je nogometni savez studenata kojeg je osnovalo osam učenika srednje škole Carlo Alberto, starih 15-16 godina. U to je vrijeme u Novari bilo i drugih manjih klubova no odlučeno je da se osnuje novi klub. Od 1909. i 1911. godine birani su igrači iz drugih klubova u Novari te je osnovana Novara Calcio. Prvu utakmicu Novara je odigrala u talijanskome prvenstvu protiv Torina na domaćem terenu i izgubila rezultatom 2:1.
Novarin stadion nazvan je po legendarnom igraču Silviu Pioli 1996. godine nakon njegove smrti.

## Promocija u Serie B
Novara tijekom svoje povijesti nije bila uspješan klub te je igrala samo 12 puta u Serie A. Klub je nakon posljednje sezone u Serie A, 1955./56. nastupao po nižim razredima talijanskog nogometa s mnogo ispadanja i promoviranja među ligama.
Novara u sezoni 2009./10. osvaja prvo mjesto u trećoj talijanskoj ligi, Serie C1. Novara se te godine nakon 30 godina vratila u Serie B. Iste sezone Novara pod vodstvom novog trenera i sportskog direktora stiže iznenađujuće do četvrtfinala talijanskog kupa kada gubi u gostima od Milana 2:1. Prije utakmice s Milanom, Novara je tada kao trećeligaš izbacila Parmu i Sienu koje su igrale u Serie A.
U sezoni 2010./11. Novara završava na trećem mjestu u Serie B te nakon doigravanja osvaja promociju u Serie A. U doigravanju Novara je igrala protiv Padove, a u prvoj je utakmici bilo 0-0 da bi Novara na domaćem terenu pobijedila 2-0. Strijelci za Novaru bili su Argentinac Pablo Gonzalez u 16. i Marco Rigoni u 70. minuti.

## Serie A 2011./12.
Novara se vratila u Serie A nakon 55 godina od posljednjeg nastupa u sezoni 1955./56. Novara je svoju prvu pobjedu u Serie A nakon povratka ostvarila na domaćem terenu protiv Intera, 20. rujna 2011. godine kada je Novara pobijedila rezultatom 3:1. No dobar početak sezone nije se odrazio na kasnije rezultate te je Novara uspjela pobijediti samo još jednom do kraja siječnja 2012. godine. Novara je svoju treću pobjedu te sezone zabilježila još jednom protiv Intera i to u gostima kada je pobijedila 1-0 na San Siru. Pobjednički pogodak zabio je Andrea Caracciolo.

## Poznati igrači
| - Attilio Demaría - Helge Bronée - Pietro Ferraris - Pietro Pasinati - Silvio Piola - Pietro Rava - Renato Zaccarelli - Federico Macheda - Fabio Gallo - Dionisio Arce - George Puscas - Bruno Fernandes - Haris Seferović |

## Vanjske poveznice
- Službene stranice  Arhivirana inačica izvorne stranice od 27. studenoga 2016. (Wayback Machine)